# کمپلکس‌های آلیل فلز واسطه

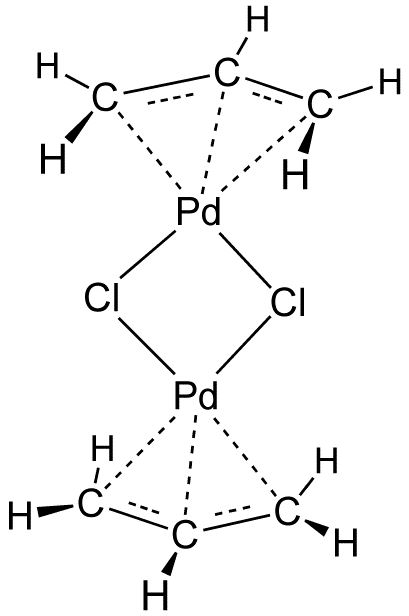
ساختار آلیل‌پالادیم کلرید دیمر

کمپلکس آلیل فلز واسطه (به انگلیسی: Transition-metal allyl complex)، کمپلکس‌های شیمیایی با آلیل یا مشتقات آن به عنوان لیگاند هستند. آلیل رادیکالی قابل اتصال با فرمول شیمیایی CH2CHCH2 است، اگر چه در کاربرد لیگاندی آن معمولاً به عنوان یک آنیون آلیل CH2=CH−CH2− نمایش داده می‌شود، که معمولاً دارای دو ساختار رزونانس معادل است.

## کاربردها
از نظر کاربردها، یکی از کمپلکس‌های شناخته شده در این دسته آلیل‌پالادیم کلرید است. لیگاندهای آلیل مستعد انجام واکنش‌های افزایشی هسته دوستی هستند، که می‌تواند در سنتز آلی مفید باشند.